# Glöd

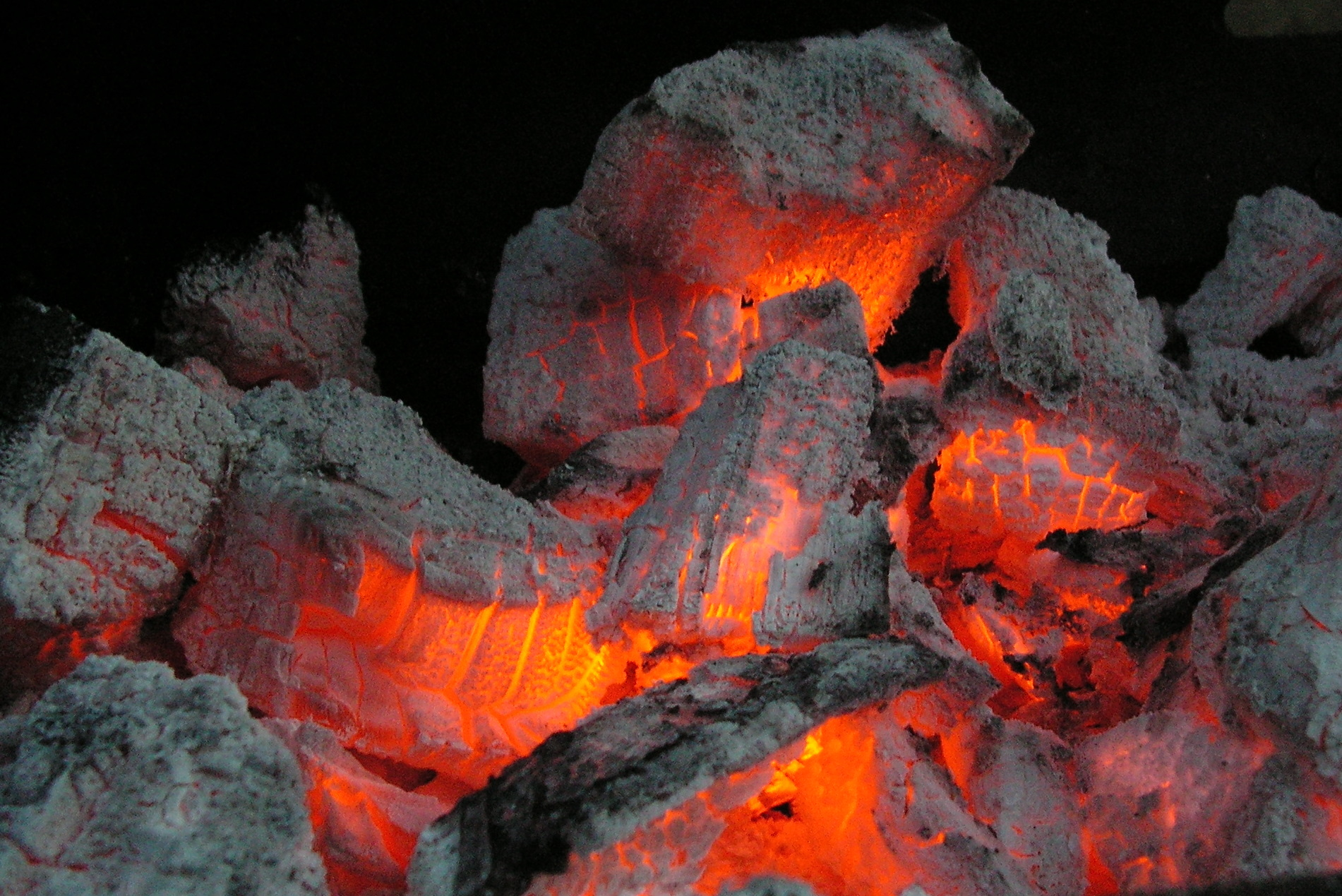
Glödande träkol.

Glöd är förbränning som avger svartkroppsstrålning (ljus eller infraröd strålning) men inga lågor. Den upprätthålls av värmen som utvecklas när syre direkt angriper ytan av ett kondenserat bränsle. Många fasta material kan upprätthålla en glödande reaktion, såsom kol, cellulosa, trä, bomull, tobak, cannabis, torv, växtströ, humus, syntetiskt skum, förkolnade polymerer som polyuretanskum och vissa typer av damm. Vanliga exempel på glödande fenomen är initieringen av bostadsbränder på stoppade möbler av svaga värmekällor (till exempel cigarett, en kortsluten eltråd och den ihållande förbränningen av biomassa bakom den flammande fronten av skogsbränder.
Glöd är också benämningen på en av de uppträdandeformer (modes of apperance) hos färg som presenterats av David Katz.

## Grundläggande förutsättningar

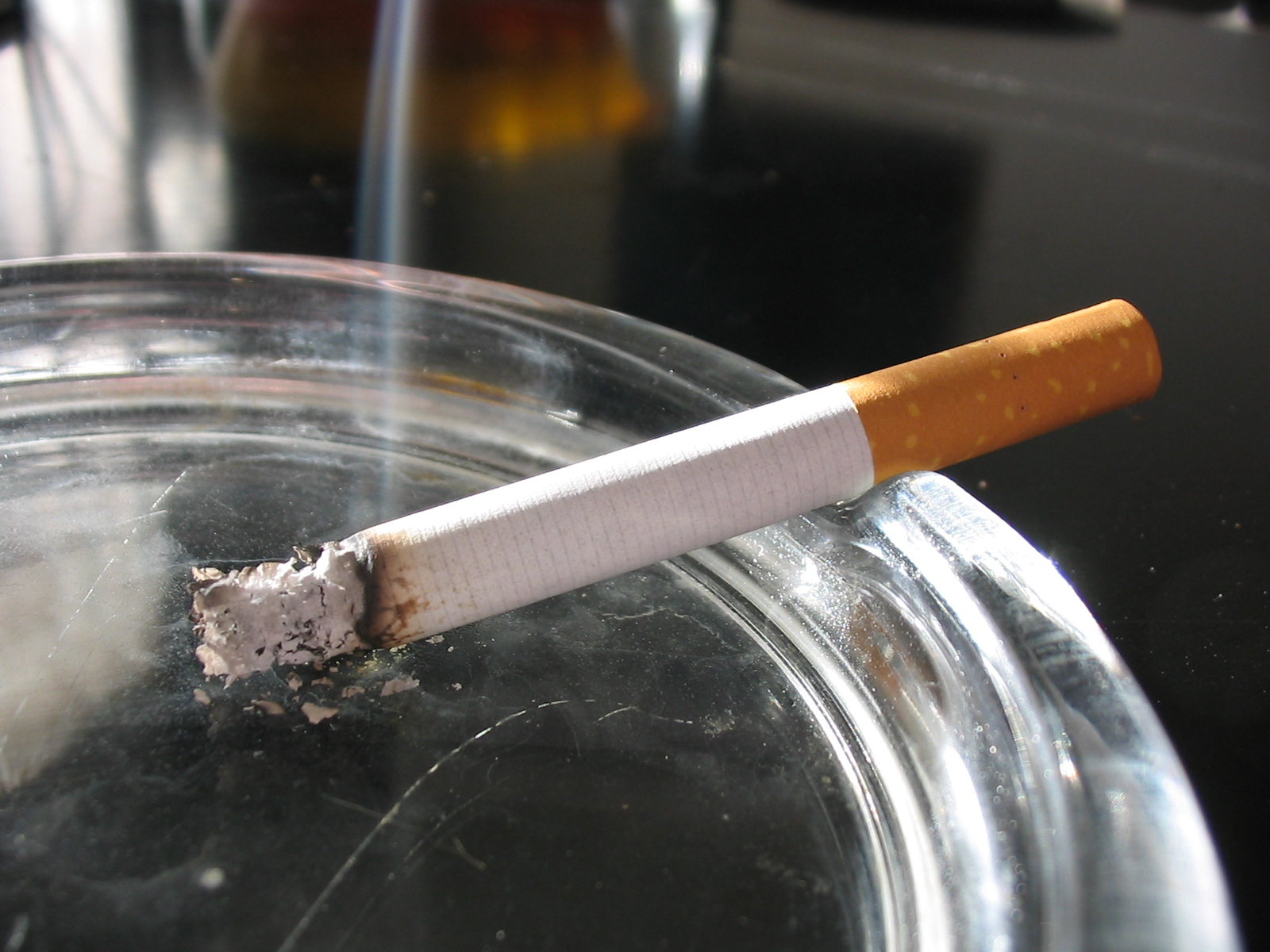
En glödande cigarett.

Den grundläggande skillnaden mellan glödning och flammande förbränning är att glödning sker på ytan av det fasta ämnet snarare än i gasfasen. Glödning är ett ytfenomen men kan fortplanta sig till det inre av ett poröst bränsle om det är genomsläppligt för ett gasflöde. Den karakteristiska temperaturen och värmen som frigörs vid glödning är låg jämfört med de vid den flammande förbränningen. Glödning fortplantar sig på ett krypande sätt, runt 0,1 mm/s, vilket är ungefär tio gånger långsammare än lågor som sprids över ett fast ämne. Trots sina svaga förbränningsegenskaper är glödning en betydande brandrisk. Glödning avger giftiga gaser (till exempel kolmonoxid) med högre utbyte än flammande bränder och lämnar efter sig en betydande mängd fasta rester. De avgivna gaserna är brandfarliga och kan senare antändas i gasfasen, vilket utlöser övergången till flammande förbränning.

## Glödande material

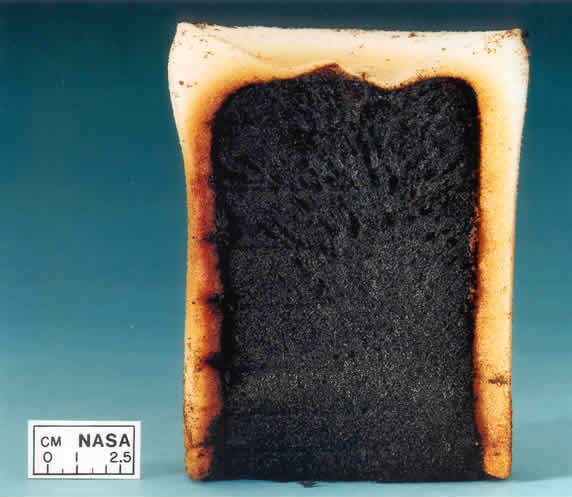
Polyuretanskumprov från NASA:s glödningsexperiment.

Många material kan uppehålla en glödande reaktion, såsom kol, tobak, ruttnande trä och sågspån, biobränslen på skogsyta (skräp) och under ytan (torv), bomullskläder och  polymerskum (till exempel material i klädsel och sängkläder). Glödande bränslen är i allmänhet porösa, genomsläppliga för flöde och bildade av aggregat (partiklar, korn, fibrer eller av cellstruktur). Dessa aggregat underlättar ytreaktionen med syre genom att tillåta gasflöde genom bränslet och tillhandahålla en stor ytarea per volymenhet. De fungerar också som värmeisolering, vilket minskar värmeförlusterna. De mest studerade materialen hittills (2022) är cellulosa och polyuretanskum.

## Hot från glödbrand
Egenskaperna hos glödande bränder gör dem till ett hot av nya dimensioner, i form av kolossala underjordiska bränder eller tysta brandsäkerhetsrisker, som sammanfattas nedan.
- Brandsäkerhet: De största farorna med glödbrand uppstår på grund av att den lätt kan startas (av värmekällor som är för svaga för att antända lågor) och är svår att upptäcka. Brandstatistik uppmärksammar omfattningen av glödande förbränning som den främsta orsaken till branddödsfall i bostadsområden (mer än 25 procent av branddödsfallen i USA hänförs till glödande bränder, med liknande siffror i andra utvecklade länder). Ett särskilt vanligt brandscenario är en cigarett som tänder en stoppad möbel. Denna antändning leder till en glödande brand som varar under lång tid (i storleksordningen timmar), som sprider sig långsamt och tyst tills kritiska förhållanden uppnås och lågor plötsligt slår ut.[5] Brandsäkra cigaretter har utvecklats för att minska risken för brand på grund av glödning. Glödande förbränning är också en brandsäkerhetsfråga ombord på rymdanläggningar (till exempel Internationella rymdstationen), eftersom frånvaron av gravitation antas främja glödande antändning och spridning.

- Skogsbränder: Glödande förbränning av skogsmark har inte den visuella effekten som flammande förbränning, men har dock viktiga konsekvenser för skogsekosystemet. Glödning av biomassa kan dröja i dagar eller veckor efter att flamman har upphört, vilket resulterar i att stora mängder bränsle förbrukas och blir en global källa till utsläpp till atmosfären.[6] Den långsamma ökningen leder till långvarig uppvärmning[7] och kan orsaka sterilisering av jorden eller dödande av rötter, frön och växtstammar på marknivå.

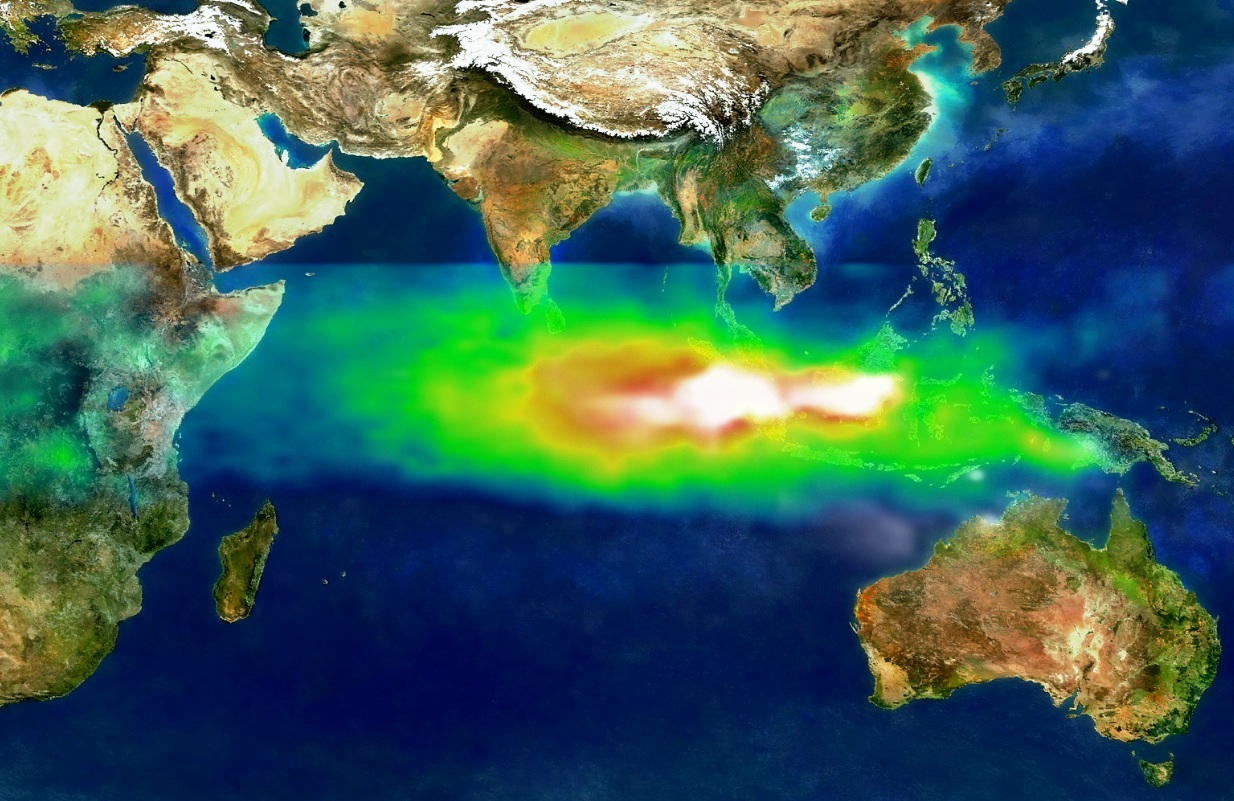
Rök och föroreningar från bränder på Borneo, 1997.

- Underjordiska bränder: Bränder som inträffar många meter under ytan är en typ av glödhändelse av kolossal omfattning. Underjordiska bränder i kolgruvor, torvmarker och deponier är sällsynta händelser, men när de är aktiva kan de glöda under mycket långa tidsperioder (månader eller år), och släppa ut enorma mängder förbränningsgaser till atmosfären, vilket orsakar försämring av luftkvaliteten och efterföljande hälsoproblem. De äldsta och största bränderna i världen, som har bränt i århundraden, är glödbränder. Dessa bränder matas av syret i det lilla men kontinuerliga luftflödet genom naturliga rörnät, spruckna skikt, sprickor, öppningar eller övergivna gruvschakt som tillåter luften att cirkulera in i underytan. De minskade värmeförlusterna och den höga termiska trögheten i underjorden tillsammans med hög bränsletillgänglighet främjar långvarig pyrande förbränning och möjliggör krypande men omfattande utbredning. Dessa bränder visar sig vara svåra att upptäcka och frustrerar de flesta ansträngningar att släcka dem. De dramatiska torvmarksbränderna på Borneo 1997 orsakade ett erkännande av glödbränder under ytan som ett globalt hot med betydande ekonomiska, sociala och ekologiska konsekvenser.[8] Sommaren 2006 återuppstod torvbränderna på Borneo.[9]

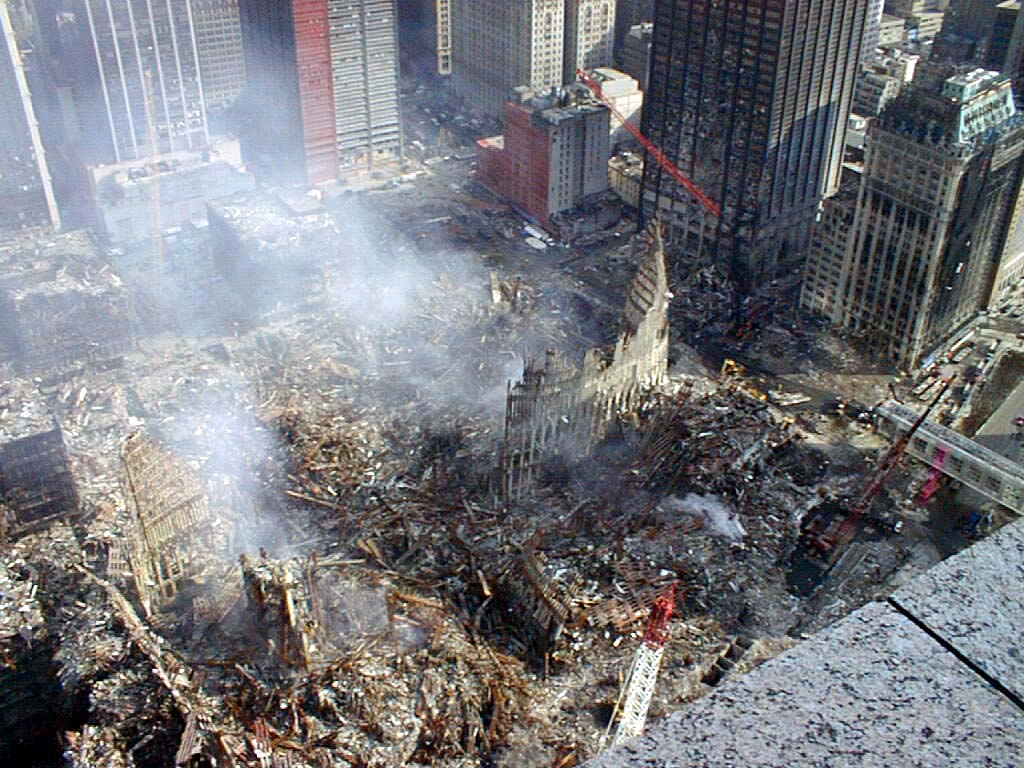
Den rykande högen av skräp efter attackerna den 11 september 2001, Manhattan, New York.

- Skräp från World Trade Center: Efter attacken, branden och den efterföljande kollapsen av tvillingtornen den 11 september 2001, glödde den kolossala högen (1,8 miljoner ton) av skräp kvar på platsen i mer än fem månader. [10] Den motstod försök från brandmän att släcka den tills det mesta av spillrorna togs bort. Effekterna av de gasformiga och aerosoliserade produkterna av glödning på räddningspersonalens hälsa var betydande.[11]

## Användbara tillämpningar
Glödande förbränning har även några fördelaktiga tillämpningar.
Biokol är det träkol som produceras från glödning och/eller pyrolys av biomassa. Det har potential att vara en kortsiktig lösning för att sänka CO2-koncentrationerna i atmosfären. Träkol är ett stabilt fast ämne och rikt på kolinnehåll och därför kan det användas för att låsa kol i jorden. Den naturliga nedbrytningen och förbränningen av träd och jordbruksavfall bidrar till att en stor mängd CO2 släpps ut i atmosfären. Biokol skulle kunna användas för att lagra en del av detta kolinnehåll i marken, samtidigt som dess närvaro i jorden ökar markens produktivitet. Biokol har kolnegativa tillämpningar för energiproduktion.
Vid hantering av skogsbränder kan glödande kontrollerade brännskador användas för att minska grunda lager av naturliga bränslen med en långsam spridningshastighet. Dessa bränder har två fördelar när de hålls i mycket grunda lager: de är lätta att kontrollera och resulterar i liten skada på skogsbeståndet.
Glödning av bildäck producerar samtidigt tjära och energi, vilket främjar återvinning av däck.
In situ av petroleumanläggningar används alltmer för oljeutvinning när traditionella utvinningsmetoder visar sig vara ineffektiva eller för kostsamma.
In situ glödningsförbränning undersöks som en ny teknik för sanering av markförorening .